# Бутузов, Василий Павлович
Василий Павлович Бутузов (1846 — не ранее 1911) — русский моряк, инженер, пионер авиации, американский авиаконструктор и планерист российского происхождения, в США принял имя William Paul Butusov. Является одним из авторов горизонтальной и вертикальной моделей рулей управления, которые также использовали в своём аэроплане братья Райт.

## Биография

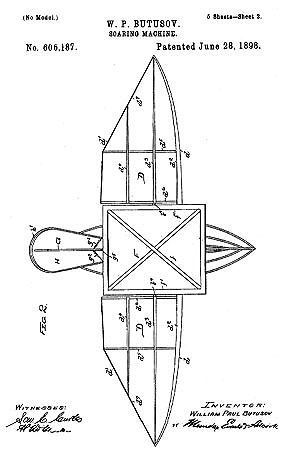
Патент Бутузова на летательный аппарат «Альбатрос»

Родился в Санкт-Петербурге. В 18 лет стал моряком на торговом судне. в течение 16 лет служил на флоте, в 1880 г., будучи вторым помощником капитана, Бутузов оставляет морскую службу и с 1882 г. живёт в Чикаго. Самый первый планер он строит в 1889 г., о чём есть запись в рукописях Библиотеки Конгресса. Опыт был проведён неподалёку от Гигантской пещеры (штат Кентукки). Стартовав с обрыва высотой около 100 футов, Бутузов парил и указал в документе, что дальность полёта составила от 2 до 3 тыс. футов. В 1896 г. знакомится с Октавом Шанютом, который незадолго до этого организовал и провёл в Чикаго Международную конференцию по аэронавтике. Шанют сомневается в успехах Бутузова, поскольку полёт Отто Лилиенталя дальностью не превышал 250 м.
В июне 1896 г. Бутузов и Шанют договорились о том, что Октав берёт на себя расходы по строительству, испытанию и патентованию нового аппарата, построенного по типу планера. Бутузов занимается практической частью дела. Вместе с Огастусом Херрингом и Шанютом Бутузов проводит планерные испытания близ озера Мичиган. Он проводит несколько полётов на балансирном планере. Затем Бутузов направляет в Патентное ведомство США заявку на новую конструкцию и занимается его изготовлением. Новый аппарат получил название «Альбатрос». Его основные отличия от прежних моделей были такими:
- Размер и вес превышал характеристики балансирных планеров.
- Управление осуществлялось при помощи руля, задающего направление. Дополнительно над крылом имелась подвижная поверхность.
- Равновесие в аппарате пилот сохранял, двигаясь по длинной доске или меняя положение туловища при помощи наклона.
- Фюзеляж был выполнен в форме лодки, крылья напоминали птичьи.
- Взлёт осуществлялся с помощью наклонной рельсовой конструкции, по которой скользил планер, пока не набирал взлётную скорость.
- Размах крыла составлял 12 м, площадь крыла — 25 м², вес — 75 кг без пилота[3].

Уникальность изобретения также в том, что перед испытанием «Альбатрос» проверили на прочность, что не было тогда принято в авиации. Сборка его заняла много времени и журналисты заинтересовались проектом. После старта пилот должен был направить планер к озеру Мичиган и приводниться, пролетев, таким образом, 150 м. Более простые планеры Херинга и Шанюта, которые испытывались авиаторами, пока собирали планер Бутузова, пролетали не более 100 м. Однако первые непилотируемые испытания в 1896 г. кончились неудачей. Шанют перестал спонсировать русского моряка. Бутузов продолжает полёты самостоятельно, начинает публичные выступления в Чикаго: стартует с высоты 10 м и пролетает около 50 м, летая в закрытом помещении. Во время одного из полётов планер падает и Бутузов, ударившись о землю, с параличом нижней части туловища, проводит два года, прикованный к кровати.
Одна из последних публикаций, где упоминается русский моряк, относится к 1911 году — 64-летний Василий Павлович планировал на своём планере, патент на который был получен в 1898 году, принять участие в состязаниях Аэроклуба штата Иллинойс.